# Nicasio Camilo Jover
Nicasio Camilo Jover (Alicante, 1821-Alicante, 1881) fue un escritor, periodista e historiador español.

## Biografía

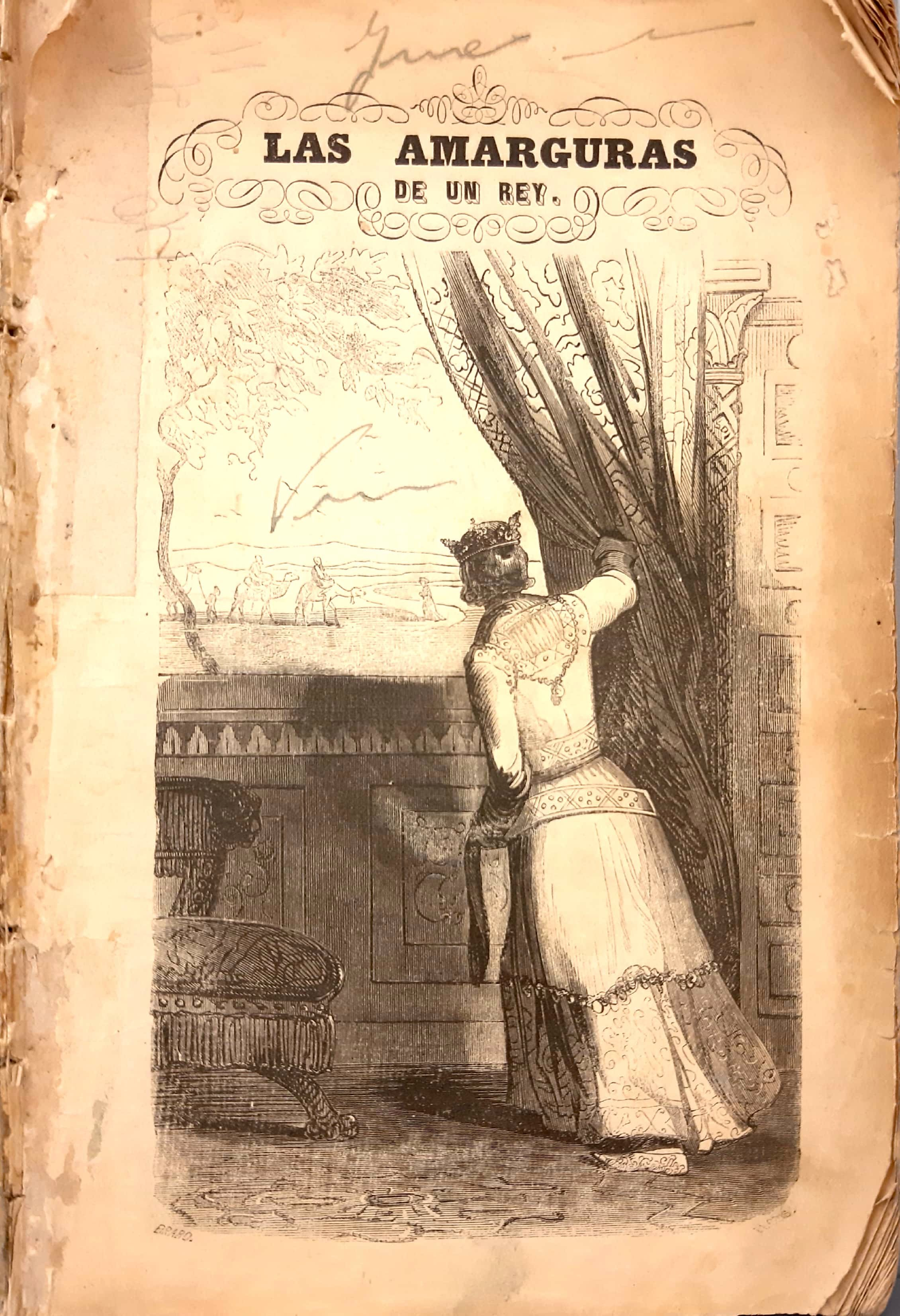
Las amarguras de un rey, novela histórica original de Don Nicasio Camilo Jover (1856).

Nació en Alicante el 14 de diciembre de 1821. Director de El Constitucional de Alicante, fue autor de obras históricas que le valieron la consideración de académico correspondiente de la Historia. Autor de una Reseña histórica de la ciudad de Alicante —en cuya provincia fue un notable representante del Romanticismo—, falleció el 19 de septiembre de 1881 en su ciudad natal, en la que tiene dedicada una calle.
Como escritor, escribió la novela histórica Las amarguras de un rey. Así como la obra poética Glorias de España.